# Simone de Lellis

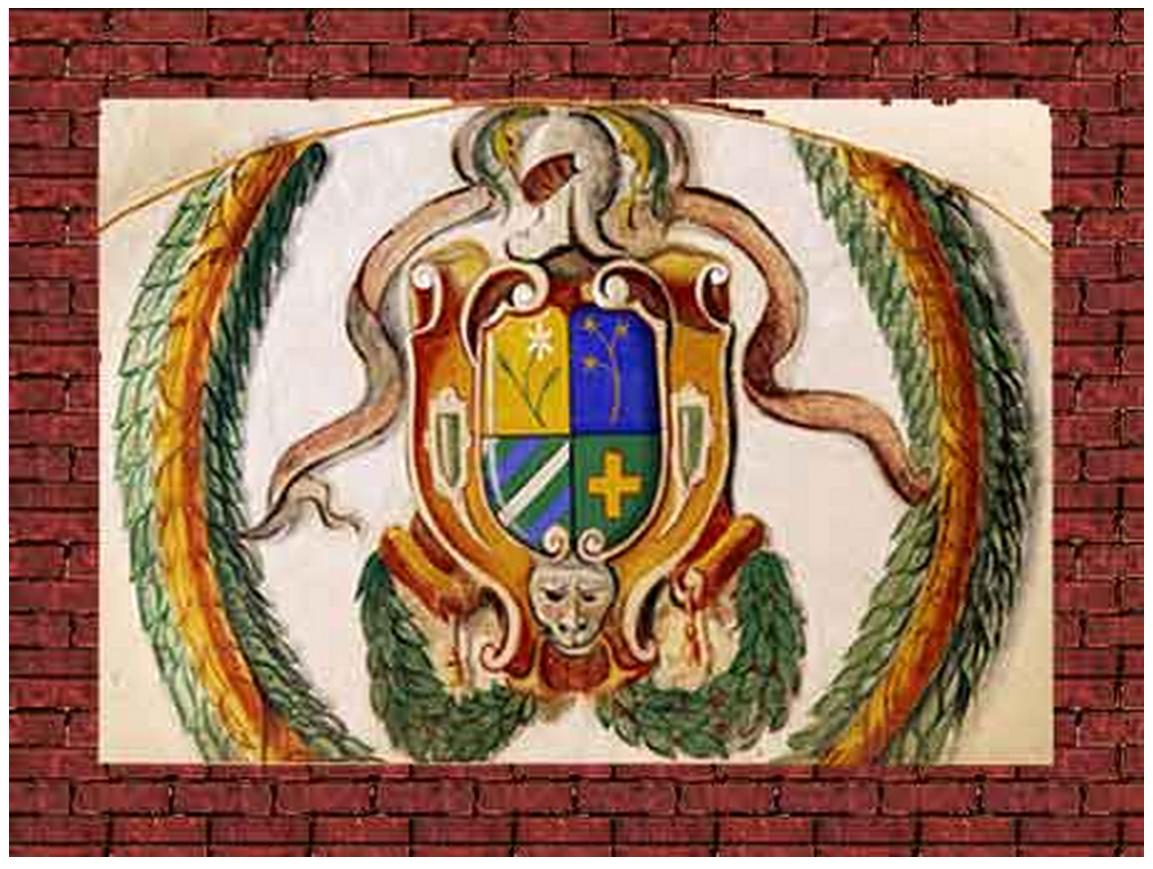
Stemma della famiglia di Simone de Lellis

Simone de Lellis, detto da Teramo (Teramo, 1385 circa – Padova, 1458 circa), è stato un giurista e diplomatico italiano.

## Biografia
Originario di un'antica famiglia abruzzese, addottorato in utroque, probabilmente, in giovanissima età, è stato, fin dal 1409, presente nei vari concili di Pisa, Costanza e Basilea, Ferrara e Firenze. Ebbe modo di avvalersi delle sue ampie e dotte conoscenze professionali, sia in diritto civile che canonico e svolse un ruolo significativo, come avvocato concistoriale.
La sua fu una personalità poliedrica e, a volte contraddittoria. Avviato alla carriera ecclesiastica, non riuscì, per sua scelta, ad andare oltre il canonicato. La sua buona fama gli permise, inizialmente, di ricoprire incarichi amministrativi importanti per la Camera Apostolica, in Europa e nelle Isole Britanniche. Ottenne numerose prebende e benefici ecclesiastici, collegati alla chiesa di San Pietro in Liegi e le chiese di Corringham, nella diocesi di Lincoln, e di Bedwyn, e le prebende nella Diocesi di Salisbury. La sua carriera ecclesiastica terminò bruscamente nella primavera del 1425 .

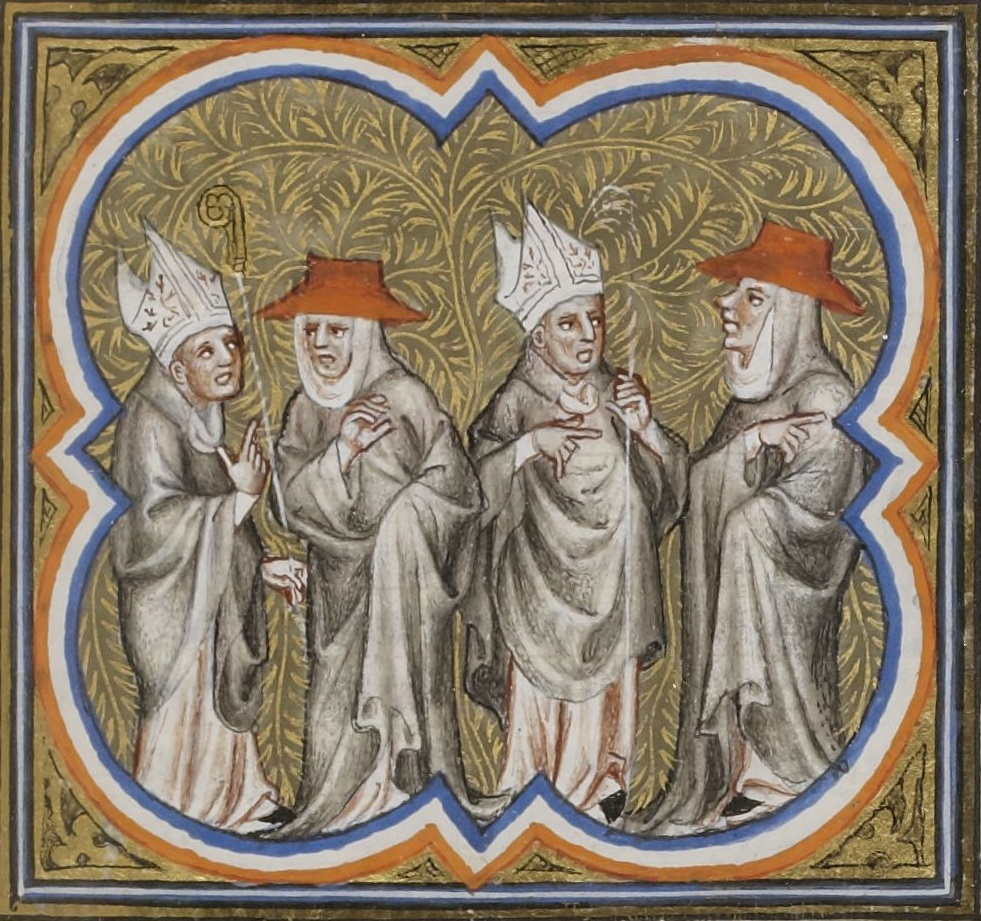
Miniatura simboleggiante lo Scisma d'Occidente

Specialmente nella isole britanniche aveva ricoperto ruoli delicati e di responsabilità, sia amministrativi che politici. Tra il 1420 ed il 1425 fu collettore pontificio, ossia agente generale incaricato della riscossione dei benefici ecclesiastici in quelle terre. L'incarico era delicato, poiché già dal 1343, Edoardo III si era opposto all'ingerenza della chiesa di Roma, promulgando lo Statute of Provisors, che in pratica permetteva la riscossione di quei benefici ai soli residenti, estromettendo la Camera Apostolica. L'esito della sua azione fu incerto, ma riuscì comunque a ristabilire un flusso di benefici, che a vario titolo erano stati interrotti. Pur non essendo un ecclesiastico di rango elevato, ottenne da Papa Martino V la nunziatura apostolica e, con ogni probabilità, di lì a poco, avrebbe ottenuto l'elevazione a vescovo.
Il suo soggiorno britannico fu interrotto in modo repentino, poiché, senza preavviso e inopinatamente, decise di sposarsi, rinunciando al proprio stato ecclesiastico, con tutte le conseguenze che tale azione avrebbe comportato. Innanzitutto perse tutti i benefici e le rendite ecclesiastiche ed inoltre, avendo rotto il giuramento che lo legava alla Camera Apostolica, fu a lungo perseguito ed osteggiato dalla Curia.
Questa brusca interruzione della sua vita ecclesiastica, fu causata dall'incontro con Giacoma, figlia del noto giurista patavino Giovan Francesco Capodilista. Da questo matrimonio, nacquero Francesco e Teodoro, che divennero anche loro, entrambi dottori in utroque, presso lo studio di Padova e sotto la guida del padre e del nonno materno, che di quell'università, erano negli anni cinquanta del XV secolo celebrati accademici. In particolare Teodoro de Lellis, successivamente, divenne vescovo .

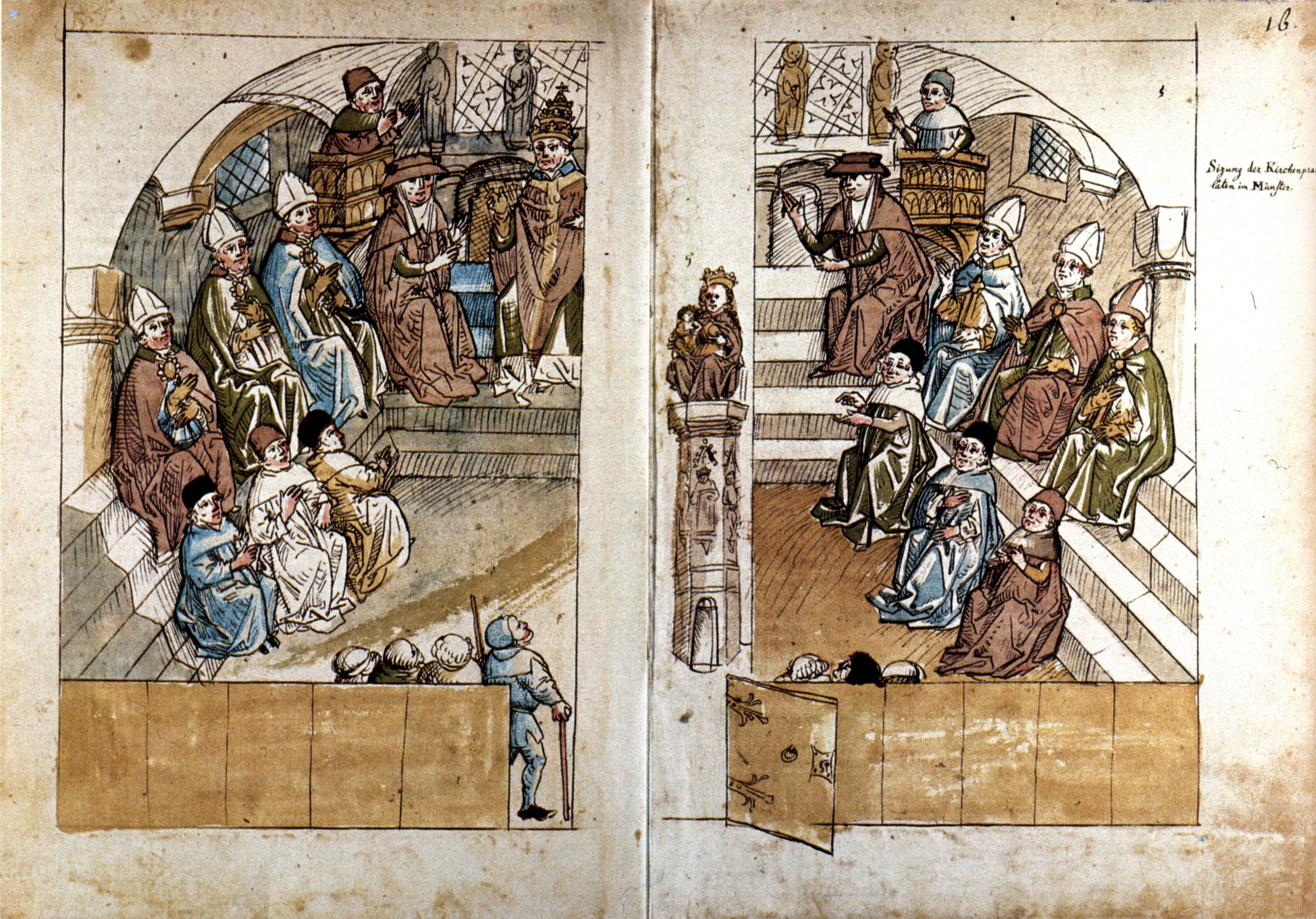
L'antipapa Giovanni XXIII e i suoi vescovi nella cattedrale di Costanza

L'incontro con il Capodilista, dovette, in qualche modo, influenzare profondamente la vita professionale del de Lellis. La sua attività di avvocato concistoriale, già sperimentata con successo, nel primo ventennio del secolo, nel concili di Pisa e di Costanza, continuò, questa volta come laico, nel concilio svolto a Basilea, a Ferrara e poi a Firenze.
La sua diplomazia, le sue competenze e la sua acuta dialettica, fecero desistere i suoi detrattori, che lo ostacolavano presso gli ambienti pontifici. L'insigne teologo e umanista Ambrogio Traversari, legato pontificio, inviato al concilio di Basilea, da Papa Eugenio IV, lo aveva indicato come uno dei più temibili avversari, e si adoperò con successo per acquisirlo alla causa curiale. Alla fine, Eugenio IV, nel 1437, nel riconoscere la sua attività di advocatus sacri Basileiensis Concilii, lo gratificò con la somma di 2.000 fiorini d'oro, di cui avrebbe beneficiato con una rendita annuale, nei successivi dieci anni. Il de Lellis, forse inconsapevolmente, nell'arco di quasi mezzo secolo, fu testimone ed ebbe un ruolo rilevante, in uno dei più delicati passaggi attraversati dalla Chiesa, iniziato con lo Scisma d'Occidente e terminato con il concilio di Basilea. 
Negli ultimi anni della sua vita, si ritirò nella Repubblica di Venezia, per la quale continuò, seppure in modo sporadico, a svolgere ruoli di responsabilità, acquisendone la cittadinanza. La sua principale attività, risultò, infine quella di accademico, che svolse insieme al suocero Capodilsta, presso l'Università di Padova. Città dove morì nel 1458.

## Curiosità
La famiglia, a cui apparteneva il de Lellis, diede alla luce diversi uomini illustri tra cui, primo fra tutti, va ricordato Camillo de Lellis, santo della Chiesa Cattolica